# Deutsche Staatsphilharmonie Rheinland-Pfalz

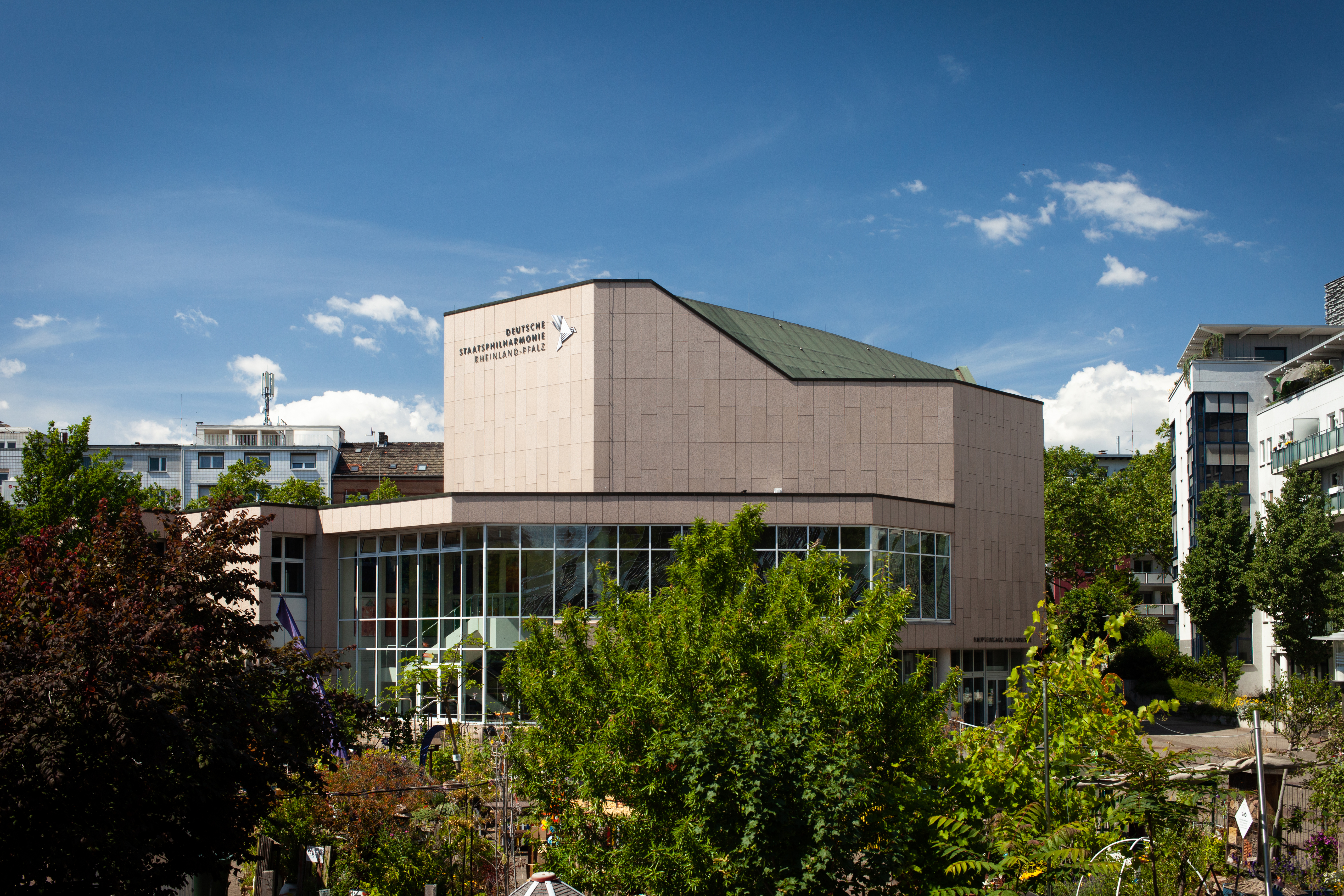
Philharmonie in Ludwigshafen (Verwaltungs-, Proben- und Konzertgebäude)

Die Deutsche Staatsphilharmonie Rheinland-Pfalz ist ein Sinfonieorchester des Landes Rheinland-Pfalz mit Sitz in Ludwigshafen am Rhein. Sie gibt Konzerte in Rheinland-Pfalz sowie im In- und Ausland.
Dem Orchester gehören 87 Musiker aus 16 Nationen an (Stand: Saison 2018/19). Chefdirigent war bis zur Saison 2017/18 Karl-Heinz Steffens. Zur Jubiläumsspielzeit 2019/20 wurde Michael Francis Chefdirigent des Orchesters. 
Von 2011 bis 2018 war Michael Kaufmann Intendant; am 1. September 2018 übernahm Beat Fehlmann die Intendanz des Orchesters.  Im Mai 2025 wurde bekannt gegeben, dass Michael Gassmann ab dem Sommer 2025 Intendant der Staatsphilharmonie wird. 

## Geschichtlicher Rückblick
1919 gründete in Landau in der Pfalz ein Orchesterverein, bestehend aus Vertretern einiger pfälzischer Städte, Musikvereinen und privaten Mäzenen, das „Landes-Sinfonie-Orchester für Pfalz und Saarland“. Nach der Inflation 1923 musste das Orchester saniert und in eine GmbH umgewandelt werden. Aus dem „Landes-Sinfonie-Orchester“ wurde das „Pfalzorchester“ mit Sitz in Ludwigshafen am Rhein. Die Umstrukturierung leitete eine Phase künstlerischer Erfolge ein. Als Solisten und Dirigenten kamen Musiker von Weltgeltung nach Ludwigshafen, wie u. a. die Geiger Adolf Busch und Georg Kulenkampff, auch Dirigenten wie Hermann Abendroth und Richard Strauss. 1933 erfolgte im Zuge neuer Aufgabenverteilungen die Namensänderung in „Saarpfalzorchester“, 1941 bis zur kriegsbedingten Beendigung des Spielbetriebs 1944 in „Landessymphonieorchester Westmark“.
Bald nach Kriegsende formierte sich das Orchester neu, und es begann ein erneuter künstlerischer Aufschwung – ab 1967 unter dem Namen „Philharmonisches Orchester der Pfalz“. Anstelle des Orchestervereins übernahm 1974 das Land Rheinland-Pfalz die Trägerschaft – mit entsprechender Änderung des Orchesternamens in „Pfälzische Philharmonie, Staatsorchester Rheinland-Pfalz“. Nach dem Weggang des seit 1960 leitenden Dirigenten Christoph Stepp erfolgte ein kurzes Interregnum. Die Staatsphilharmonie leistete 1977 noch heute beachtete Pionierarbeit, indem sie als eines der ersten Symphonieorchester unter der Leitung einer Frau, der Dirigentin Hortense von Gelmini, konzertierte.
1978/79 gelang schließlich mit der Berufung von Christoph Eschenbach zum künstlerischen Leiter die weitere Konsolidierung des Orchesterbetriebs unter dem Namen Staatsphilharmonie Rheinland-Pfalz, wie bisher schon in der Trägerschaft des Bundeslandes Rheinland-Pfalz.
Eschenbach intensivierte die Kontakte zur internationalen Prominenz, gefolgt ab 1983 von dem Dirigenten Leif Segerstam mit konzertanten Aufführungen von Opern (Ludwigshafen verfügt über keinen eigenen Opernspielbetrieb), viel beachteten Uraufführungen von Werken der Neuen Musik und dem weiteren Ausbau von Orchester-Gastspielen wie etwa nach Russland und nach England. Im Jahr 1985, noch in Segerstams Zeit, bezog das Orchester sein neues Domizil – die Philharmonie in Ludwigshafen am Rhein.
Ab 1992 verstärkte Bernhard Klee als Orchesterchef den Einsatz für Werke der Neuen Musik, nach ihm, ab 1997, Theodor Guschlbauer, der als „Pfälzischer Generalmusikdirektor“ seine Philharmoniker zur auch international anerkannten Vielseitigkeit erzog. Zum 1. Januar 1998 erfolgte schließlich die Umwandlung der Staatsphilharmonie Rheinland-Pfalz in einen Landesbetrieb.
Nach dem Ausscheiden von Theodor Guschlbauer im Sommer 2001 musste die nachfolgende Saison durch die Verpflichtung von Gastdirigenten überbrückt werden. Von 2002 bis 2009 war der Finne Ari Rasilainen Chefdirigent des Orchesters. Erster Gastdirigent war von 2002 bis 2012 der in Beirut geborene Franko-Amerikaner George Pehlivanian.
Seit 1. Januar 2007 führt das Orchester den Namen Deutsche Staatsphilharmonie Rheinland-Pfalz.
Von August 2009 bis zum Ende der Spielzeit 2017/18 lenkte Karl-Heinz Steffens als Generalmusikdirektor die künstlerischen Geschicke des Orchesters. Erstmals als GMD am Pult stand er am 14. September 2009 in der Jugendstil-Festhalle Landau anlässlich des 90-jährigen Jubiläums der Staatsphilharmonie. 2019 wurde der Brite Michael Francis, ausgestattet mit einem Fünf-Jahres-Vertrag, Chefdirigent des Orchesters. Der Vertrag wurde für weitere fünf Jahre verlängert.

## Tätigkeitsspektrum
Das Orchester spielt pro Spielzeit etwa über 100 öffentliche Konzerte. Als Landesorchester ist die Deutsche Staatsphilharmonie Rheinland-Pfalz besonders im südlichen Teil von Rheinland-Pfalz bzw. der erweiterten Metropolregion Rhein-Neckar präsent. Im Abonnement kann man die Staatsphilharmonie regelmäßig erleben, u. a. bei den Philharmonischen Konzerten im Ludwigshafener Pfalzbau, den im Rosengarten beheimateten Mannheimer Meisterkonzerten, bei der Konzertreihe der Stadt Ludwigshafen und der BASF SE sowie bei den Mainzer Meisterkonzerten in der Mainzer Rheingoldhalle, dem Staatstheater Mainz oder seit der Spielzeit 15/16 auch bei den Heidelberger Meisterkonzerten in der Heidelberger Stadthalle. Neue Reihen und Projekte schärfen das Profil des Orchesters, wie der auf drei Jahre angelegte Zyklus „Bruckner in den Domen von Rheinland-Pfalz“, der in der Reihe KathedralKlänge sowie im Rahmen des Kultursommers Rheinland-Pfalz alle Bruckner-Sinfonien in den vier großen Domen des Landes – Speyer, Worms, Trier und Mainz – zur Aufführung bringt. Die Reibung zwischen Alt und Neu zum Funkenschlag zu führen, ist das Anliegen der neuen Konzertreihe Rebellion im Quadrat, die Kompositionen der Mannheimer Schule mit Werken der „Karlsruher Schule“ um Wolfgang Rihm vereint. „Die Welt ist nie genug“ – unter diesem Motto spürt das stil- und städteübergreifende Musikfestival Modern Times seit 2013 Sehnsuchtsorte in der Musik auf. Unter der Leitung von Chefdirigent Karl-Heinz Steffens findet Modern Times städteübergreifend in gemeinsamer Kooperation der Staatsphilharmonie mit dem Mannheimer Capitol statt.
Ergänzt wird der Spielplan durch Gastkonzerte in den renommierten Konzertsälen Deutschlands, u. a. im Festspielhaus Baden-Baden, Konzerthaus Dortmund, Tonhalle Düsseldorf, Philharmonie Essen, Frankfurter Alte Oper und Einladungen zu zahlreichen Festivals. Das Orchester pflegt zudem eine rege Tourneetätigkeit und spielte in der jüngeren Vergangenheit in Südamerika, China, Finnland, Spanien und Österreich. In der Saison 2010/2011 war die Staatsphilharmonie erstmals in den USA zu hören und gab 13 Konzerte entlang der amerikanischen Ostküste.
Die Staatsphilharmonie pflegt eine intensive Beschäftigung mit der Filmmusik und dem Stummfilm, initiiert durch die enge Zusammenarbeit mit dem Dirigenten Frank Strobel und der Gründung der Europäischen FilmPhilharmonie. Im Juni 2009 spielte das Orchester die – inzwischen international prämierte – Musik zum Sönke Wortmann Film Die Päpstin ein.
Regelmäßig realisiert die Deutsche Staatsphilharmonie Rheinland-Pfalz darüber hinaus  Projekte wie den „RING Halle Ludwigshafen“ auf Initiative von Generalmusikdirektor Karl-Heinz Steffens aus Anlass des 200. Geburtstages von Richard Wagner. Es handelt sich um eine Neuproduktion des „Ring des Nibelungen“ (Inszenierung und Ausstattung Hansgünther Heyme, Koproduktion der Oper Halle und des Theaters im Pfalzbau Ludwigshafen in Kooperation mit der Deutschen Staatsphilharmonie Rheinland-Pfalz). Die einzelnen Teilstücke der Operntetralogie wurden ab 2010 gespielt, 2013 folgte eine En-Suite-Aufführung des gesamten Werks. 
Regelmäßige Konzertmitschnitte durch den Südwestrundfunk und das Deutschlandradio Kultur sowie eine Vielzahl von CD-Produktionen, u. a. für die Labels cpo, Claves Records und Sony Classical, runden das umfangreiche Tätigkeitsspektrum der Deutschen Staatsphilharmonie Rheinland-Pfalz ab. Im Januar 2014 begann eine mehrjährige Zusammenarbeit mit dem CD-Label Capriccio unter dem Titel Modern Times in Kooperation mit Deutschlandradio Kultur.

## Konzertpädagogik
Jede Saison kommen mehrere Tausend Kinder und Jugendliche über die Education-Aktivitäten der Deutschen Staatsphilharmonie in Kontakt mit klassischer Musik. Die Bandbreite der Education-Aktivitäten ist groß: Krabbel- und Kinderkonzerte, Konzerte für Schwangere und Stillende, eine interaktive Webseite, Instrumentenvorstellungen im Klangreich, in Schulen und in Kindergärten, geführte Probenbesuche (Audioguides) und eine Patenschaft mit der Erich Kästner-Schule in Ludwigshafen. 
Die mehrfach preisgekrönte DVD Orchesterexpedition gibt einen Überblick über den Aufbau und die Funktionsweise eines Orchesters sowie der verschiedenen Instrumentengruppen. Andrea Apostoli, seit der Spielzeit 2014/15 konzertpädagogischer Berater der Staatsphilharmonie, hat sich nicht nur neue Konzertformate für die Jüngsten ausgedacht, sondern auch die Förderung der orchestereigenen Musiker und von Multiplikatoren mit einem speziellen Fortbildungsangebot im Bereich Konzertpädagogik im Blick.

## Auszeichnung
- 2014: ECHO Klassik in der Kategorie Preis für Nachwuchsförderung für Leben mit Musik.[6]
- 2015: ECHO Klassik als Ensemble / Orchester des Jahres.[7]
- 2017: Auszeichnung vom Deutschen Musikverleger-Verband für Bestes Konzertprogramm[8]
- 2018: Opus Klassik für die Konzerteinspielung des Jahres (Musik 20./21. Jh.)[9]

## Chefdirigenten seit der Orchestergründung
- Ludwig Rüth (November 1919 – Frühjahr 1920)
- Ernst Boehe (1. November 1920 – 16. November 1938)
- Karl Friderich (1. April 1939 – 31. März 1943)
- Franz Konwitschny (1943/44)
- Heinz Bongartz (Sommer 1944)
- Karl Maria Zwißler (1. Januar 1946 – 31. August 1947)
- Bernhard Conz (1. September 1947 – 31. Juli 1951)
- Karl Rucht (1. August 1951 – 31. Juli 1957)
- Otmar Suitner (1. September 1957 – 31. August 1960)
- Christoph Stepp (1. September 1960 – 31. August 1979)
- Christoph Eschenbach (1. September 1979 – 31. August 1983)
- Leif Segerstam (1. September 1983 – 31. August 1990)
- Bernhard Klee (1. August 1992 – 31. Juli 1997)
- Theodor Guschlbauer (1. September 1997 – 31. Juli 2001)
- Ari Rasilainen (1. September 2002 – 31. Juli 2009)
- Karl-Heinz Steffens (1. August 2009 – 31. August 2018)
- Michael Francis (seit 1. September 2019)